# Vetlanda BK
O Vetlanda BK é um clube de bandy sediado em Vetlanda, Suécia. Fundado em 1945 foi campeão da Suécia por 3 vezes (1986, 1991 e 1992).